# Michelangelo Abbado
Michelangelo Abbado (Alba, 22 de septiembre de 1900-Gardone Riviera, 24 de septiembre de 1979) fue un violinista italiano. Con su esposa, Maria Carmela Savagnone tuvo cuatro hijos, Marcello (1926-2020), Luciana (1929-2012) y Claudio (1933-2014), también dedicados a la música, además de Gabriele (1934), el menor, arquitecto de profesión.

## Biografía
Hijo de Michele Abbado y de Vittoria Gallian. Realizó sus estudios musicales en el Conservatorio de Milán, donde se diplomó en violín en 1917 bajo la dirección de Enrico Polo y en composición en 1921 con Giovanni Orefice, y donde, junto con los conservatorios de Palermo y Parma, impartiría clases de violín durante más de cincuenta años. En 1919 inicia una intensa actividad musical que lo llevó a efectuar numerosos conciertos, tanto como solista, como miembro o director de orquesta de música de cámara; entre los grupos que formó parte se encuentran el Cuarteto Abbado-Malipiero entre 1927 y 1934, del que fue primer violín, o el trío Vidusso-Abbado-Crepax desde 1938 hasta 1945. Así pues, su repertorio musical abarcaba desde la música clásica a la música contemporánea italiana de autor.
En 1941 fundó la Orquesta de Cuerdas de Milán, la cual se trata de la primera orquesta italiana especializada en música barroca, de la cual fue director. En 1943 escribió una monografía de Antonio Vivaldi, además de multitud de transcripciones y revisiones de partituras de otros músicos como Vivaldi, Paganini, J. S. Bach, Albinoni, o Benedetto Marcello, entre otros.
En 1962 abandonó la actividad en los conciertos para dedicarse completamente al estudio de la teoría musical y de la técnica violinística. En 1964 comprobó, por sí mismo, la existencia de los armónicos inferiores tanto en el violín como en otros instrumentos, dando una nueva explicación del "tercer sonido" y del resto de sonidos acompañantes mediante la publicación de su obra teórica Tecnica dei suoni armonici. También publicó numerosos ensayos, artículos, y otras publicaciones tales como Come studiare i capricci di Paganini.
Entre los numerosos alumnos a los que ha impartido clase cabe destacar a Pina Carmirelli y a Franco Fantini, quien fue primer violín durante muchos años en el Teatro de La Scala. En 1970 recibió la "Medaglia d'oro ai benemeriti della scuola della cultura e dell'arte".
En el 2003, Alba, su ciudad natal, nombró un teatro en su honor.

## Distinciones honoríficas
- Medalla de Oro de la Orden Italiana del Mérito en la Cultura y las Artes (República Italiana, 02/06/1970).[4]